# Schlick (Österreich)
Die Schlick ist ein 5 km langer Talschluss in den Stubaier Alpen rund um die Schlickeralm (1643 m) zwischen den Kalkkögeln (Schlicker Seespitze, 2804 m) und dem Stubaital in Tirol (Österreich). In der Schlick entspringt der Schlickerbach, der in Fulpmes in die Ruetz mündet.

## Geschichte
Vom 14. bis zum 16. Jahrhundert schürfte man in der Schlick nach Eisen und Gold (erste Nennung eines Hammers am Schlickerbach 1352). Neben lokaler früher Kleineisenindustrie wurde das Eisen von Hausierern weitergehandelt. Als im 16. Jahrhundert die Vorkommen erschöpft waren, stellt man auf Schmiedegewerbe um. Dadurch blieb Fulpmes bis heute Industrieort (Marke Stubai).

## Skigebiet Schlick 2000

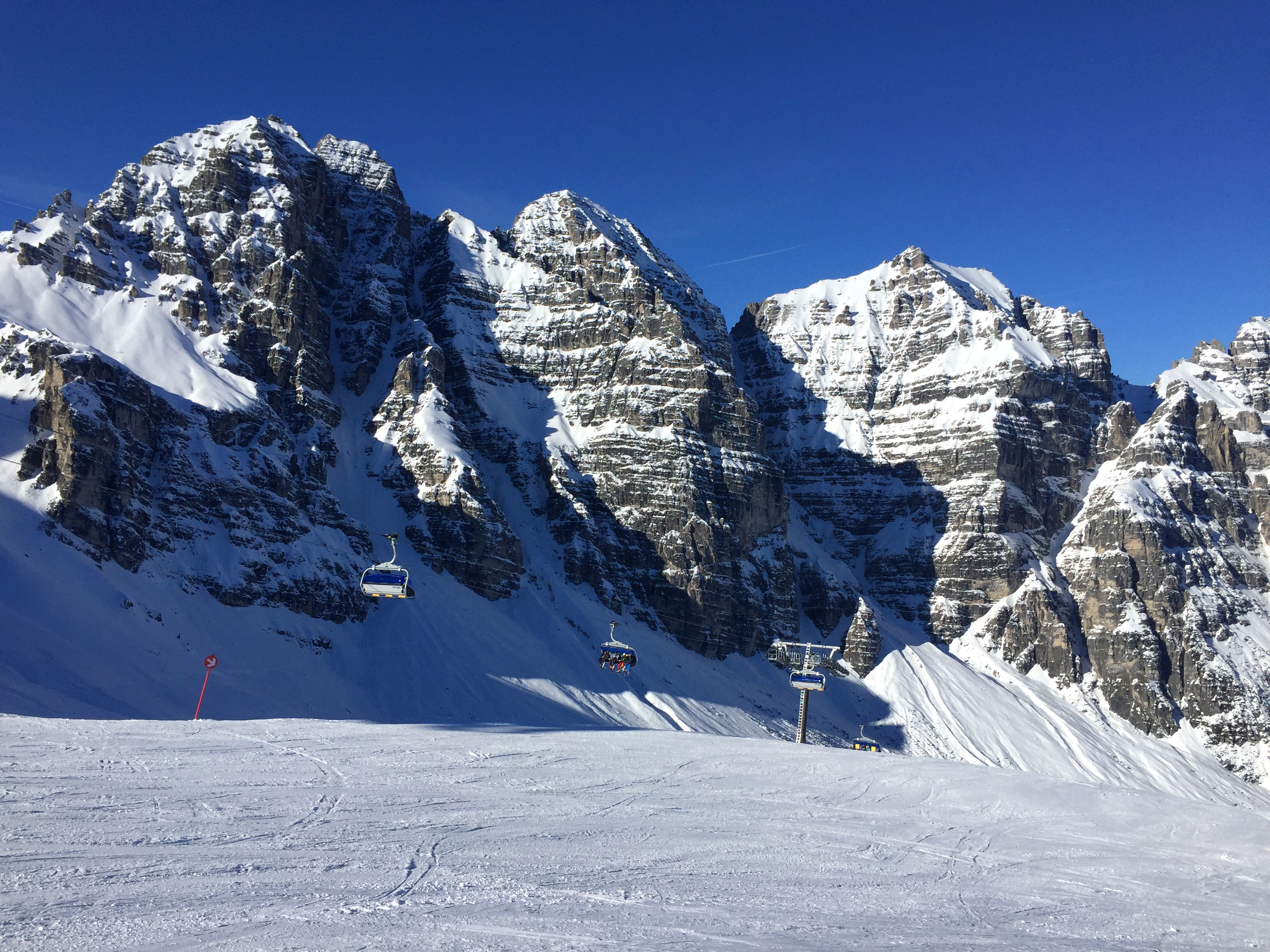
Schlick 2000

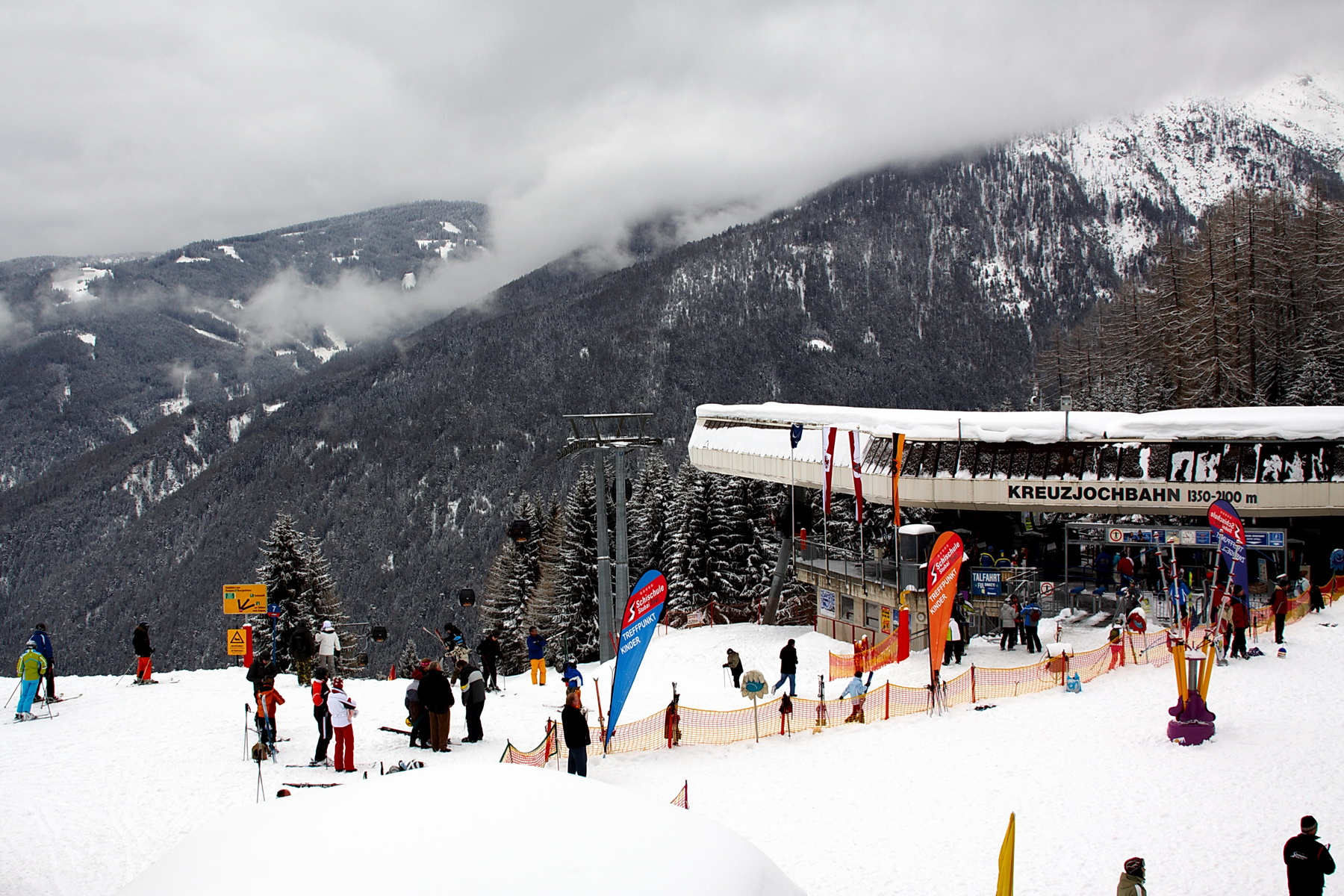
Kreuzjochbahn

In der Schlick befindet sich das Skigebiet Schlick 2000. Mit einem Einersessellift wurde 1959 die erste Bahn der Schlick erbaut. Der Lift führte von Fulpmes zum Bereich der heutigen Mittelstation um die Froneben-Alm. Ein Jahr später wurde ein weiterer Einersessellift auf das Sennjoch errichtet. Ein weiteres Jahr später wurde der noch heute genutzte Galtalmlift gebaut. 1973 folgte der Zweiersessellift auf das Kreuzjoch und 1977 das Panoramarestaurant an selbiger Stelle. 1988 wurde der Einersessellift auf das Sennjoch durch einen Vierersessellift ersetzt.
Heute befördert eine Gondelbahn in zwei Sektionen (Baujahr 1993 & 1995) Wintersportler bis auf das 2105 m hohe Kreuzjoch. Dort stehen ein 4er-Sessellift sowie vier Schlepplifte am Fuße der Kalkkögel zur Verfügung, mit einer Beförderungskapazität von 8500 Personen pro Stunde. Von den 25 Pistenkilometern (16 km leicht, 8 km mittel, 1 km schwer) können 75 % beschneit werden. Zusätzlich gibt es eine 2 km lange Skiroute von der Bergstation zur Schlickeralm. Seit im Jahr 2006 die 2,6 km lange Talabfahrt errichtet wurde, verfügt die Schlick über die längste beschneibare Talabfahrt des Stubaitals. Zu Beginn der Saison 2007 führte die Schlick als erstes Skigebiet in Tirol  das Skiline-System ein, das den Skifahrern ermöglicht, ihre gefahrenen Höhenmeter zu speichern und auszuwerten. Zur Saison 2013/14 werden die beiden Zirmachlifte durch eine 6er-Sesselbahn ersetzt. Im Jahr 2017 wurde die fix geklemmte 4er-Sesselbahn Panoramabahn des Skigebiets Patscherkofelbahn erworben und als Panoramabahn Kreuzjoch aufgebaut; diese ersetzt den Schlepplift Kreuzjoch.
Die mit 6 km längste Abfahrt des Gebiets führt vom Sennjoch vorbei an der Schlickeralm und der Mittelstation zur Talstation und überwindet 1240 Höhenmeter. Die schwerste Piste ist der sogenannte Zirbenschuss, der auf einem Kilometer 289 Höhenmeter überwindet. Zusätzlich steht auf der Abfahrt vom Sennjoch eine Speedstrecke zur Verfügung.

### Weitere Sportarten
Der Niedere und der Hohe Burgstall sind beliebte Ziele für Skitourengänger, die die beiden Gipfel vom Kreuzjoch in circa 2 Stunden erreichen können.
Eine Rodelbahn führt von der Mittelstation Froneben zur Talstation der Kreuzjochbahn. Seit 2008 kann die Strecke beleuchtet werden und steht auch für Nachtrodler zur Verfügung. Des Weiteren gibt es eine Rodelbahn, die von der Vergör-Alm zur Talstation führt.
Im Bereich der Schlickeralm steht für Langläufer eine 3,5 km lange Höhenloipe zur Verfügung. Sie führt im Bereich des Schlickerboden durch Lärchen- und Fichtenwälder mit einem Höhenunterschied von 75 m. Aufgrund der Höhe gilt die Loipe als sehr schneesicher.

### Übersicht der Liftanlagen
Die Schlick 2000 beinhaltet drei Gondelbahnen, drei Sessellifte, zwei Schlepplifte und einen Tellerlift (Stand Saison 2023/24) sowie Zauberteppiche und ein Schneekarussell.
| Name                   | Typ             | Bahnlänge | Talstation   | Bergstation  | Kapazität pro h | Baujahr |
| ---------------------- | --------------- | --------- | ------------ | ------------ | --------------- | ------- |
| Kreuzjochbahn 1        | 6er Gondelbahn  | 0925 m    | 1000 m       | 1350 m       | 2000            | 1995    |
| Kreuzjochbahn 2        | 6er Gondelbahn  | 2430 m    | 1350 m       | 2100 m       | 2000            | 1993    |
| Sennjoch               | 4er Sesselbahn  | 1950 m    | 1935 m       | 2225 m       | keine Angabe    | 1988    |
| Zirmachbahn            | 6er Sesselbahn  | 0825 m    | 1645 m       | 2220 m       | 1800            | 2013    |
| Panoramabahn Kreuzjoch | 4er Sesselbahn  | 0577 m    | 1913 m       | 2112 m       | 2000            | 2017    |
| Schanzlin              | Schlepplift     | 0500 m    | 1290 m       | 1365 m       | 0800            | 1980    |
| Schlickerboden         | Schlepplift     | 0500 m    | 1645 m       | 1720 m       | 0800            | 1966    |
| Galtbergbahn           | 10er Gondelbahn | 1435 m    | 1310 m       | 1765 m       | 1400            | 2023    |
| Ronny's Tellerlift     | Tellerlift      | 0140 m    | keine Angabe | keine Angabe | 0700            | 2004    |

### Ausbaupläne
Die seit langem angestrebte und umstrittene Verbindung mit der Axamer Lizum ist aufgrund des Ruhegebiets Kalkkögel nach Aussage der Tiroler Landesregierung im März 2015 nicht umsetzbar.
Geplant wird (Stand November 2017) eine Zubringerbahn als Gondelbahn aus Neustift im Stubaital mit der Talstation zwischen Neustift und Neder, der Mittelstation im Bereich der Kaserstattalm und der Bergstation im Bereich des Sennjochs. Die Kosten werden auf 19 Mio. Euro geschätzt. Eine Skiabfahrt in die „Goldsutte“ soll errichtet werden. Ein sehr ähnliches Projekt wurde 1985 nach einer negativen Begutachtung seitens der Bezirkshauptmannschaft Innsbruck-Land fallengelassen; dort hieß es, dass „eine Erschließung […] äußerst gravierende und irreversible Schäden am Naturhaushalt und am Landschaftsbild bedeuten würde und deshalb strikt abzulehnen ist“, und „aufgrund der extremen Steilheit, der ständigen Rutschungen und der häufigen Lawinengefahr die gewaltigen Eingriffe in den Naturraum in keinem Verhältnis zum Nutzen stehen würden“. Der Alpenverein Innsbruck sieht die Erschließung der „Goldsutte“ als Vorstufe zum „Brückenschlag“ mit der Axamer Lizum.

## Sommertourismus

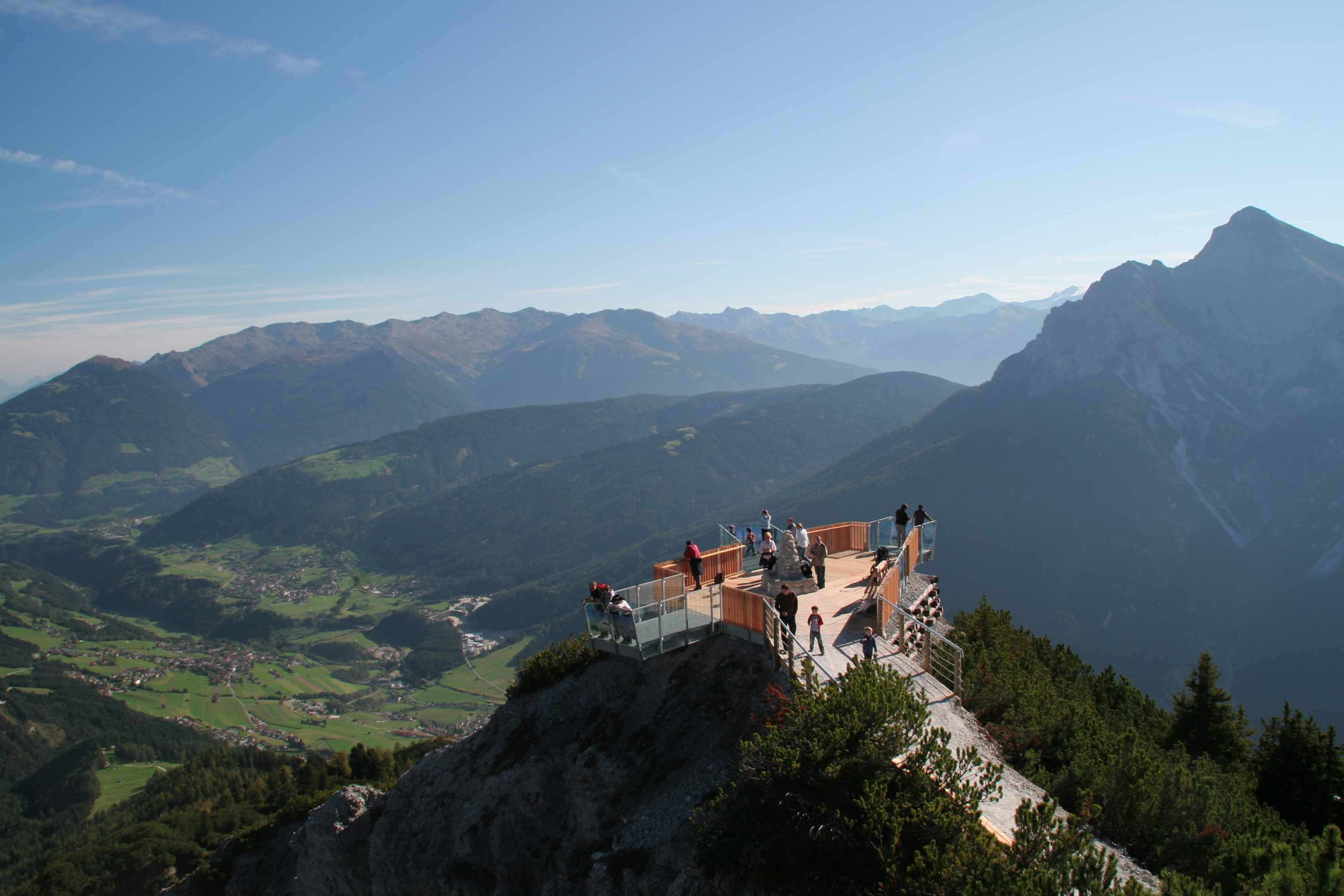
Aussichtsplattform Stubaiblick

Rund um die Schlick sind etwa 65 km Wanderwege in allen Schwierigkeitsgraden vorhanden, die zum Teil mit der auch im Sommer betriebenen Kreuzjochbahn erreicht werden können. Mehrere Themenwege, wie der Panoramaweg von der Bergstation zum StubaiBlick, einer Aussichtsplattform, die Ausblick über die Kalkkögel sowie bis zum Wilden Kaiser und ins Zillertal gewährt, einem Alpenpflanzenlehrpfad, einem Erlebnisweg und ein Erlebnispark werden im Sommer den Wanderern angeboten.

### Hütten und Almen

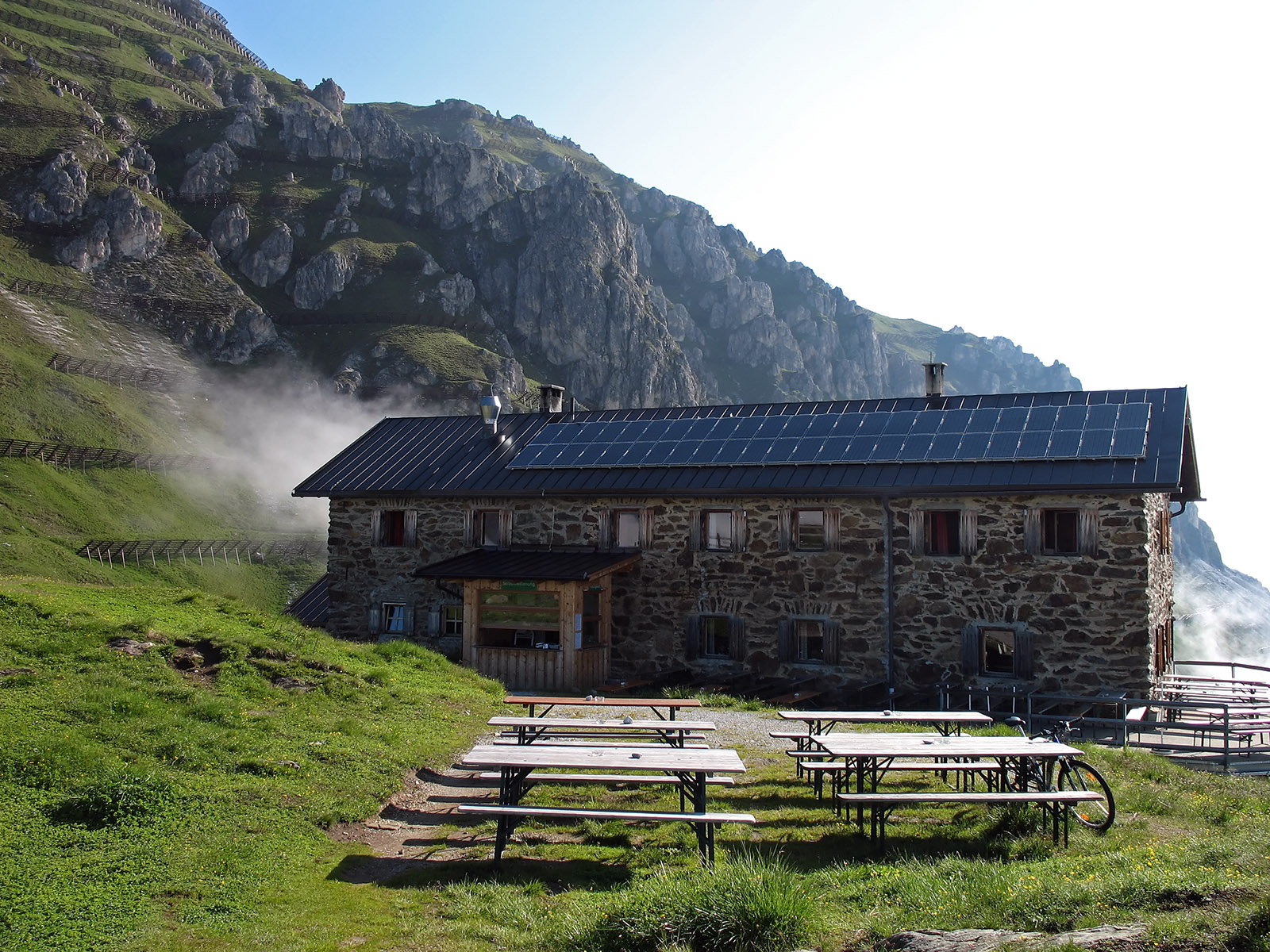
Starkenburger Hütte unterhalb des Hohen Burgstalls

Im Bereich der Schlick befinden sich viele Hütten und Almen, die von der Kreuzjochbahn oder aus dem Stubaital zu erreichen sind. Der Aufstieg zur Starkenburger Hütte (2237 m Ausgangspunkt Fulpmes, Neustift oder Bergstation der Kreuzjochbahn) ist Bestandteil des Stubaier Höhenweges und ein viel begangener Weg. Im Talkessel befindet sich die Schlickeralm (1645 m), die als beliebter Stützpunkt für Touren auf die Kalkkögel gilt. In der direkten Umgebung der Alm liegt auch der Panoramasee, der im Winter für die Beschneiung der Pisten dient und im Sommer ein beliebtes Ausflugsziel für Familien ist. Weitere Almen im Gebiet der Schlick sind die Sennjochhütte, die Fronebenalm, die Galtalm und die Brugger Alm. Bis auf die Starkenburger Hütte liegen alle Hütten im Wintersportgebiet Schlick 2000. Die Pfarrachalm, Kaserstattalm und Vergör-Alm sind ebenfalls aus der Schlick schnell zu erreichen. Über die Schlicker Scharte lässt sich das Oberbergtal und die Franz-Senn-Hütte erreichen, während über die Alpenklubscharte Zugang zur Adolf-Pichler-Hütte besteht.

### Berggipfel
Von der Schlick lassen sich alle Gipfel der Kalkkögel besteigen. Die beliebtesten Touren sind hierbei die Schlicker Seespitze (2804 m), der Klettersteig über die Große und Kleine Ochsenwand (2700 m & 2553 m), der Steingrubenkogel (2633 m), die Marchreisenspitze (2620 m) und der Ampferstein (2556 m). Über das Sennjoch sind der Niedere und der Hohe Burgstall (2436 m & 2611 m) erreichbar, von wo aus sich ein herausragender Rundumblick über das Oberbergtal, das Stubaital, den Serleskamm und die Schlick bietet.

## Schlickeralmlauf
Seit 1989 findet jedes Jahr ausgehend von Telfes im Stubai der Schlickeralmlauf statt, der über das Plövner Loch zur Schlickeralm führt (Normalstrecke) oder weiter über die Zirmachalm auf das Kreuzjoch (Masters-WM-Strecke). Die 11,5 km lange Strecke hat einen Höhenunterschied von 1100 m und gilt unter professionellen Läufern als eine der schönsten aber auch anspruchsvollsten Prüfungen im Weltcup. 2013 wurde das Ziel vom Sennjoch zur Bergstation der Kreuzjochbahn verlegt, wodurch die Anzahl der Höhenmeter von 1310 auf 1100 abgenommen hat. Die kurze Strecke ist 7,5 km lang und überwindet 650 Höhenmeter. Am Rande des Hauptlaufs gibt es am Vortag noch weitere Veranstaltungen, wie ein speziell für Kinder veranstaltetes Rennen, einen Benefizlauf sowie den Crosslauf Telfer Wiesen Run.